# Nazzareno Zamperla
Nazzareno Zamperla, detto Neno (Treviso, 25 aprile 1937 – Roma, 19 marzo 2020), è stato uno stuntman e attore italiano.

## Biografia
Discendente dall'omonima famiglia di artisti circensi, proprietaria del Circo Zamperla fondato da suo nonno, cominciò la sua carriera come stuntman nel 1952 quando venne notato dall'attore Frank Latimore, in cerca di un acrobata fisicamente dotato per fargli da controfigura nel film Capitan Fantasma. Due anni dopo venne chiamato da Federico Fellini per La strada: il regista coniò il nome Zampanò dal suo cognome. A seguito di questa esperienza decise di dedicarsi a tale attività a tempo pieno ma - non esistendo ancora in Italia la figura professionale dello stuntman - entrò nel gruppo di un anziano maestro d'armi, Aurelio Musumeci Greco, dove imparò l'uso delle armi bianche per risse e duelli nei film di cappa e spada, allora molto in voga.
Il mestiere vero e proprio lo apprese da Yakima Canutt, controfigura di John Wayne, giunto a Roma insieme al regista Robert Wise per le riprese di Elena di Troia, e da allora si dedicò principalmente al filone dei film mitologici, nei quali fece da controfigura ai culturisti americani "timorosi nelle scene d'azione perché facendo culturismo si diventa come ingessati, non si riesce più a coordinare i movimenti". Dotato di buone capacità recitative, sul finire degli anni cinquanta iniziò a prendere parte alle pellicole come attore in ruoli da generico, comprimario e - in Sette volte sette e Il cittadino si ribella - co-protagonista, anche se spesso non venne accreditato nei titoli. Nonostante la recitazione preferì sempre il più lucroso ingaggio di stuntman, pagato all'epoca 8.000 lire al giorno, contro le 3.000 dell'attore generico, che non prevedeva l'accreditamento.

### Morte
È morto a Roma il 19 marzo 2020, all'età di quasi 83 anni.

## Filmografia
- Capitan Fantasma, regia di Primo Zeglio (1953)
- La strada, regia di Federico Fellini (1954)
- Ulisse, regia di Mario Camerini (1954)
- Elena di Troia, regia di Robert Wise (1956)
- Il conte di Matera, regia di Luigi Capuano (1957)
- Kean - Genio e sregolatezza, regia di Vittorio Gassman (1957)
- Il pirata dello sparviero nero, regia di Sergio Grieco (1958)
- Le fatiche di Ercole, regia di Pietro Francisci (1958)
- Ercole e la regina di Lidia, regia di Pietro Francisci (1959)
- Ben-Hur, regia di William Wyler (1959) non accreditato
- Morgan il pirata, regia di André De Toth e Primo Zeglio (1960)
- Barabba, regia di Richard Fleischer (1961)
- Marte, dio della guerra, regia di Marcello Baldi (1962)
- I normanni, regia di Giuseppe Vari (1962)
- Zorro alla corte di Spagna, regia di Luigi Capuano (1962)
- La tigre dei sette mari, regia di Luigi Capuano (1962)
- Sodoma e Gomorra, regia di Robert Aldrich (1962)
- I sette gladiatori, regia di Pedro Lazaga (1962)
- Sandokan, la tigre di Mompracem, regia di Umberto Lenzi (1963)
- Zorro e i tre moschettieri, regia di Luigi Capuano (1963)
- Zorro contro Maciste, regia di Umberto Lenzi (1963)
- I pirati della Malesia, regia di Umberto Lenzi (1964)
- I tre sergenti del Bengala, regia di Umberto Lenzi (1964)
- Il magnifico gladiatore, regia di Alfonso Brescia (1964)
- La montagna di luce, regia di Umberto Lenzi (1965)
- Una pistola per Ringo, regia di Duccio Tessari (1965)
- Un dollaro bucato, regia di Giorgio Ferroni (1965)
- Kiss Kiss... Bang Bang, regia di Duccio Tessari (1966)
- 7 pistole per i MacGregor, regia di Franco Giraldi (1966)
- Sugar Colt, regia di Franco Giraldi (1966)
- Arizona Colt, regia di Michele Lupo (1966)
- 7 pistole per un massacro, regia di Mario Caiano (1967)
- 7 donne per i MacGregor, regia di Franco Giraldi (1967)
- Troppo per vivere... poco per morire, regia di Michele Lupo (1967)
- Sette volte sette, regia di Michele Lupo (1968)
- Fellini Satyricon, regia di Federico Fellini (1969)
- Vivi o preferibilmente morti, regia di Duccio Tessari (1969)
- La collina degli stivali, regia di Giuseppe Colizzi (1969)
- Corbari, regia di Valentino Orsini (1970)
- Quando le donne avevano la coda, regia di Pasquale Festa Campanile (1970)
- L'arciere di fuoco, regia di Giorgio Ferroni (1971)
- L'amante dell'Orsa Maggiore, regia di Valentino Orsini (1972)
- Campa carogna... la taglia cresce, regia di Giuseppe Rosati (1972)
- Tony Arzenta (Big Guns), regia di Duccio Tessari (1973)
- Uomini duri (Tough Guys), regia di Duccio Tessari (1974)
- Il cittadino si ribella, regia di Enzo G. Castellari (1974)
- Il bianco, il giallo, il nero, regia di Sergio Corbucci (1974)
- Cipolla Colt, regia di Enzo G. Castellari (1975)
- La madama, regia di Duccio Tessari (1976)
- Sahara Cross, regia di Tonino Valerii (1977)
- California, regia di Michele Lupo (1977)
- Un uomo in ginocchio, regia di Damiano Damiani (1979)
- Occhio alla penna, regia di Michele Lupo (1981)
- Banana Joe, regia di Steno (1982)
- Thunder, regia di Fabrizio De Angelis (1983)
- Sei delitti per padre Brown, regia di Vittorio De Sisti - miniserie TV (1988)

## Doppiatori italiani
- Cesare Barbetti in La tigre dei sette mari, Un dollaro bucato, 7 pistole per i MacGregor, Sugar Colt, 7 donne per i MacGregor
- Massimo Turci in Sandokan, la tigre di Mompracem, I pirati della Malesia, Troppo per vivere... poco per morire
- Luciano De Ambrosis in Zorro contro Maciste, La montagna di luce
- Gino La Monica in Sette volte sette, La collina degli stivali
- Antonio Guidi in Cipolla Colt
- Michele Gammino in Il bianco, il giallo, il nero
- Sergio Graziani in I tre sergenti del Bengala
- Riccardo Cucciolla in Zorro e i tre moschettieri
- Pino Colizzi in Zorro alla corte di Spagna